# بني مر
قرية بنى مر هي إحدى القرى التابعة لمركز الفتح في محافظة أسيوط في جمهورية مصر العربية. حسب إحصاءات سنة 2006، بلغ إجمالي السكان في بنى مر 20065 نسمة، منهم 10575 رجل و9490 امرأة، وإليها ترجع جذور الرئيس المصري جمال عبد الناصر.